# Theodora Richards
Pour les articles homonymes, voir Richards.
Theodora Dupree Richards (née le 18 mars 1985) est un mannequin américain.

## Biographie

### Jeunesse et carrière
Theodora  Richards est la fille du Rolling Stones Keith Richards et du mannequin Patti Hansen. Ses parents ont décidé de nommer leur fille du prénom Theodora Dupree en l'honneur du grand-père maternel de Keith Richards, Augustus "Gus" Theodore Dupree, qui déclencha chez Keith un vif intérêt pour la musique alors qu'il était encore enfant. Elle grandit dans le Connecticut en compagnie de sa sœur cadette, Alexandra Richards. Elle a également un demi-frère, Marlon Richards et une demi-sœur, Angela Richards. En 2004, elle apparaît en compagnie de sa sœur Alexandra et de sa mère Patti dans la publicité pour le nouveau Shalimar de Guerlain. En 2006, Theodora a posé en Nouvelle-Zélande pour Karen Walker. La même année, elle apparaît sur la couverture de Lucire dans un éditorial, photographié par Barry Hollywood. Toujours en 2006, elle devient le modèlede la collection de jean de la marque de jeans 4Stroke. En 2011 elle est choisie avec sa sœur pour devenir l'égérie publicitaire d'Eleven Paris. En juin 2012, on la retrouve à la soirée de lancement de l'exposition de photos la petite veste noire de Chanel avec Alexandra. Elle pose pour CozyCot avec sa sœur Alexandra et sa belle-sœur Lucie de la Falaise. Elle apparaît également dans le clip promotionnel pour Dannijo. En 2012, elle pose aux côtés de sa famille au grand complet pour l'édition américaine du magazine Vogue.